# 龜田祥倫
龜田祥倫（日语：／ Kameda Yoshimichi，1984年3月3日—），日本男性動畫師、人物設計師。出身於廣島縣尾道市。尾道市立大學藝術文化學院美術系畢業。WIT STUDIO所属。

## 來歷
龜田祥倫擔任2009年開始播出的《鋼之鍊金術師 FULLMETAL ALCHEMIST》的補間動畫師，主要從事動作場景的繪製。
之後，他參與了動畫未來2014《帕羅的未來島》的前期策劃，除了人物設定和作畫監督外，他還從事圖像板的工作。
2016年，首次在《路人超能100》負責電視系列的人物設定。
2023年，他以擔任總作畫監督的電影作品《犬王》獲得新潟國際動畫電影節大川＝蕗谷獎。

## 參加作品

### 電視動畫
2006年
- 南瓜剪刀（—2007年，動畫檢查、動畫）

2007年
- 瀨戶的花嫁（動畫檢查、動畫）
- 天元突破 紅蓮螺巖（動畫檢查、動畫）
- BAMBOO BLADE（原畫）
- 幸運女神 戰鬥之翼（原畫、動畫）

2008年
- S·A特優生（原畫）
- 藥師寺涼子怪奇事件簿（原畫）
- 楚楚可憐超能少女組（原畫）
- SOUL EATER（原畫）

2009年
- 天體戰士桑雷德（2009年，前衛標題原畫、天氣樹OP動畫原畫）
- 鋼之鍊金術師 FULLMETAL ALCHEMIST（—2010年，補間動畫、原畫、第二原畫、動畫、OP1&3～5原畫）
- NEEDLESS（原畫）
- 機巧魔神2（機械學生）
- 哆啦A夢 (2005年版)（2009年—，原畫、OP5原畫）

2010年
- 四疊半神話大系（原畫）
- 妄想學生會（原畫）
- 火影忍者疾風傳（ED15原畫）
- 傳說的勇者的傳說（原畫）
- STAR DRIVER 閃亮的塔科特（原畫）
- 天降之物f（原畫）

2011年
- 未來都市NO.6（原畫、OP原畫）
- BLEACH（原畫）
- 女神異聞錄4 the ANIMATION（原畫、OP3原畫）
- 轉吧！企鵝罐（原畫）
- UN-GO（原畫）

2012年
- 業務內容最前線JAPACON TV（日语：ジャパコンTV）（OP動畫原畫）
- 交響詩篇AO（第二原畫）

2013年
- 絕園的暴風雨（原畫）
- 翠星上的加爾岡緹亞（原畫、OP原畫、ED原畫）

2014年
- 第一神拳 Rising（原畫）
- KILL la KILL（原畫）
- 宇宙浪子（特別人物設定、特別宇宙人設定、作畫監督、原畫）

2015年
- 一拳超人（人物設定協力、作畫監督、動作作畫監督、原畫、OP原畫）

2016年
- 路人超能100（人物設定、作畫監督、第二原畫、OP作畫監督&原畫）[6]
- 輕拍翻轉小魔女（演出、作畫監督）
- 精靈寶可夢 太陽&月亮（—2019年，OP1原畫）

2017年
- 龍的牙醫（原畫）
- 小松先生 (第2期)（—2018年，原畫）

2019年
- 路人超人100 II（人物設定[7]、作畫監督、原畫、第二原畫、OP作畫監督&原畫）

2021年
- SK∞（過場動畫演出&作畫）

2022年
- 名偵探柯南 零的日常（OP原畫）
- 名偵探柯南 犯人·犯澤先生（OP原畫）
- 路人超能100 III（人物設定[8]、總作畫監督、作畫監督、OP總作畫監督&作畫監督、ED片尾協力）

2023年
- 不當哥哥了！（第7話片尾插圖[9]）
- 國王排名 勇氣的寶箱（分鏡、演出、作畫監督、OP原畫）

2024年
- 膽大黨（宇宙人設定、妖怪設定）

2025年
- 真·侍傳YAIBA（人物設定、總作畫監督、作畫監督、原畫、OP作畫監督）

### 電影動畫
2007年
- 異邦人 無皇刃譚（動畫）

2011年
- 劇場版 鋼之鍊金術師：嘆息之丘的聖星（原畫）
- 永久之久遠（原畫）

2012年
- 魔法少女奈葉 The MOVIE 2nd A's（原畫）
- 福音戰士新劇場版：Q（原畫）

2014年
- 帕羅的未來島（日语：パロルのみらい島）（形象設定、人物設定、作畫監督）

2017年
- 哆啦A夢：大雄的南極冰天雪地大冒險（附加視頻）

2018年
- 哆啦A夢：大雄的寶島（人物設定、總作畫監督、作畫監督）

2019年
- 哆啦A夢：大雄的月球探測記（原畫）

2021年
- 新·福音戰士劇場版:│▌（機械作畫監督補佐、原畫）

2022年
- 名偵探柯南：萬聖節的新娘（原畫）
- 犬王（總作畫監督、原畫）

2023年
- 名偵探柯南：黑鐵的魚影（原畫）
- 蒼鷺與少年（原畫）

### OVA
2007年
- 櫻花大戰 NEW YORK·紐約（日语：サクラ大戦 ニューヨーク・紐育）（動畫）

2009年
- 瀨戶的花嫁OVA 仁·義（原畫）
- 異世界聖機師物語（原畫）

2011年
- 合體機器人 金鷹（日语：アトランジャー）（原畫）

2012年
- 一發必中!! Devander（日语：一発必中!! デバンダー）（OP原畫）

2013年
- 鋼鐵人：噬甲病毒崛起（原畫）

2014年
- 魔奇少年 辛巴達的冒險（原畫）

2019年
- 路人超能100 第一回靈能相談所員工旅遊 ～填滿內心的療癒之旅～（人物設定[10]）

### 網路動畫
2014年
- 日本動畫人展覽會 見本市『龍的牙醫』（動畫人物設定、作畫監督、原畫）

2015年
- 日本動畫人展覽會 見本市『Kanón』（原畫）
- 日本動畫人展覽會 見本市『偶像戰域』（原畫）

### 遊戲
2012年
- 阿修羅之怒（原畫）
- 雷頓教授VS逆轉裁判（動作作畫監督、OP原畫）

2017年
- 鏡光傳奇（日语：テイルズ オブ ザ レイズ）（OP原畫）

## 書籍
- 《龜田祥倫動畫作品集 100%》（2023年3月，MdN Corporation（日语：エムディエヌコーポレーション） ISBN 978-4-295-20477-0）

## 相關項目
- 日本動畫師列表（日语：アニメ関係者一覧）

## 外部連結
- 龜田祥倫的X（前Twitter） （日語）